# Tanneke Sconyncx

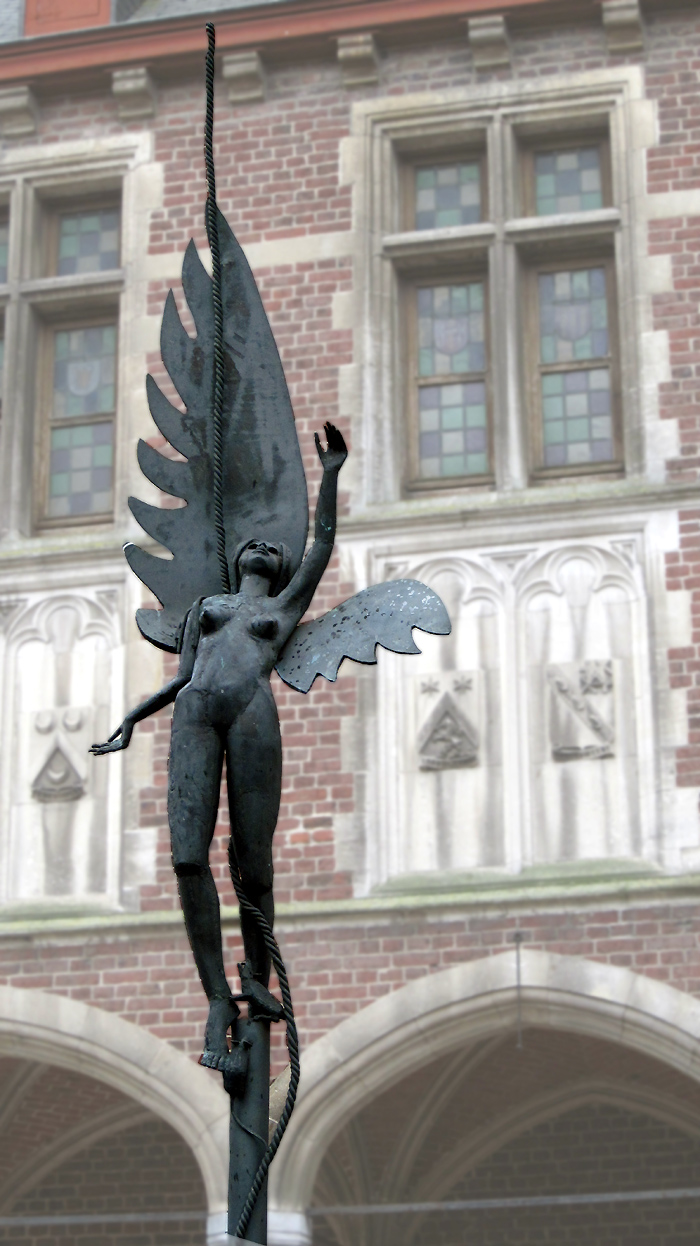
Beeld van Jef Claerhout op de markt van Tielt. Als een engel stijgt Tanneken ten hemel. Het touw waarmee ze gekneveld wordt slingert zich rond de paal waarlangs enkele ratten lopen.

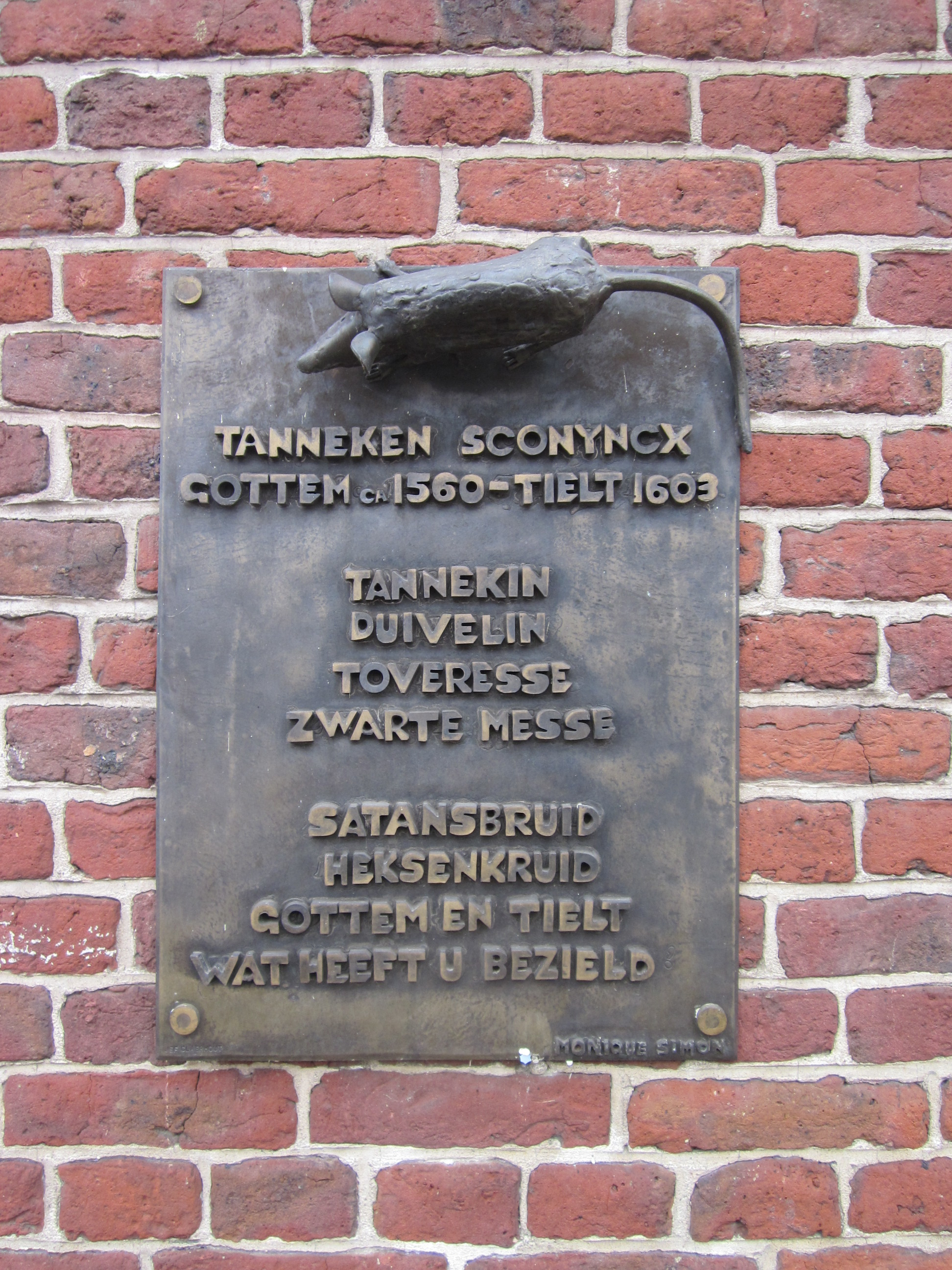
Plaquette ter ere van 'heks' Tanneken Sconyncx aan het Belfort van Tielt. Gedicht van Monique Simon (Brugge)

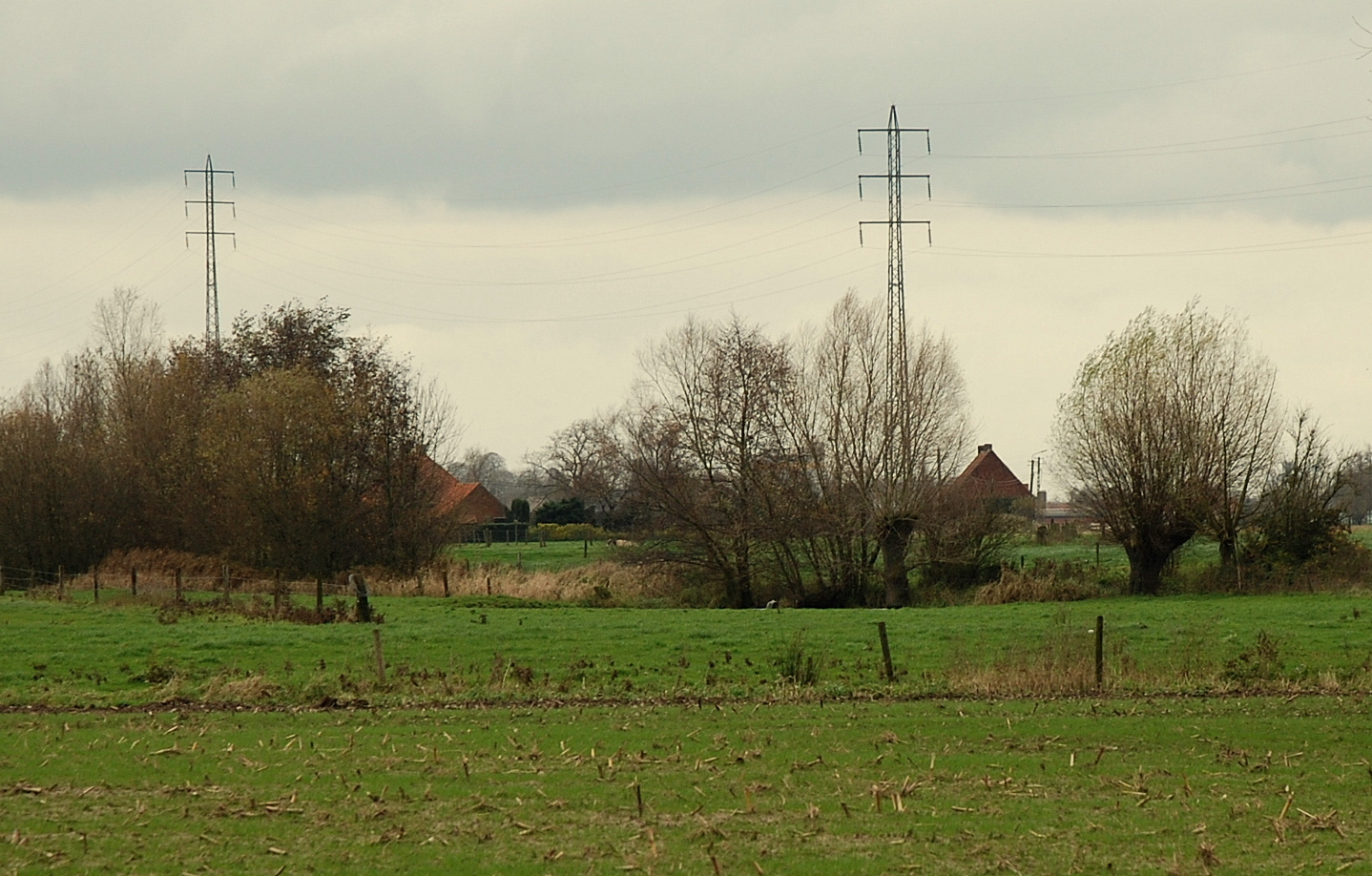
De heksenput, vlak bij de Pontstraat

Tanneke Sconyncx (Anna De Coninck) (Gottem, circa 1550 - Tielt, 2 juni 1603) was een vrouw die beschuldigd werd van hekserij en overleed tijdens een foltering van vier dagen en nachten.

## Purge
Tanneke was gehuwd met Thomas Vandermeulen en moeder van vier kinderen, waarvan twee de huwbare leeftijd van 23 jaar bereikt hadden. Zij was eigenaar van de hoeve die ze samen uitbaatten.
Ten gevolge van dorps- en burenruzies werden over haar geruchten van hekserij verspreid. Op advies van haar neef Hubrecht Meganck, baljuw van de heerlijkheid Ter Beke te Gottem, en van een advocaat startte zij de gerechtelijke purge-procedure om zich te zuiveren van alle verdachtmakingen.
Dit gebeurde onder meer door publicatie van een aanplakbiljet dat aankondigde dat eenieder die goede gronden had om haar van hekserij te beschuldigen dit mocht melden. Uiteindelijk werd op een zeer bedenkelijke manier een zeer zwak feit ingediend tegen haar. Daar zat baljuw Meganck op te wachten, want daarmee kon een proces met inhechtenisneming en ondervraging gestart worden.
Daaraan voorafgaand had Tanneke zich laten onderzoeken op hekserij door de pastoor. Voor alle zekerheid nam ze ook haar dochter mee, zodat zij nooit met dezelfde smaad overladen zou worden. De pastoor onderzocht moeder en dochter op mogelijke duivelstekens. Ook de dochter werd naakt uitgekleed, maar Tanneke liet niet toe dat de pastoor met haar alleen was in de sacristie. De pastoor beschuldigde de moeder daarom van hekserij en overspel met de duivel.

## Aanklacht
De baljuw had ondertussen zijn zinnen op Tanneke gezet en toen die niet inging op zijn avances nam hij wraak. Hij zocht belastende getuigen en startte een procedure wegens hekserij tegen Tanneke. De typische beschuldigingen van alle heksenprocessen kwamen naar boven: Tanneke zou een toverpoeder bezitten, ze had een paard ziek gemaakt en de baljuw zei dat ze een pact met de duivel had gesloten omdat ze door getuigen op de heksensabbat was gezien.
Op kerstavond 1602 werd Tanneke opgesloten in de gevangenis van Tielt, op de hoek van de Hoog- en de Sint-Jansstraat. Zij ontkende alle aantijgingen; verklaarde dat de baljuw wraak wilde nemen wegens haar seksuele afwijzing en uit was op haar geld en haar goederen. In de Tieltse hallentoren werd Tanneke onderzocht op duivelstekens. Ze werd er gefolterd door de Gentse beul Baudewijn Waelspeck. Tanneke beklaagde er zich over dat de beul haar 's nachts met een bijtend zuur littekens had toegebracht die hij 's anderendaags als duivelstekens aanwees.
Ondanks haar enorme weerstand bekende Tanneke uiteindelijk alles wat men haar ten laste had gelegd. Na de foltering trok ze alle bekentenissen weer in, wat leidde tot nieuwe pijnigingen. De marteling duurde van 23 mei tot 2 juni 1603. Tijdens de laatste foltering, die vier dagen en nachten had geduurd, bezweek Tanneke. Salomon Marcx, een chirurgijn uit Tielt, verklaarde op medische gronden dat Tanneke niet gestorven was aan haar verwondingen maar dat het de duivel was die haar nek had gebroken. De baljuw kon een proces met veroordeling forceren en verrijkte zich met een deel van haar bezittingen.
Haar echtgenoot, Thomas Vandermeulen, tekende beroep aan tegen dit vonnis bij de Raad van Vlaanderen. Het vonnis van dit laatste ging verloren, maar uit de bevindingen over de Thomas Vandermeulen en zijn afstammelingen (bijvoorbeeld wezerijregisters) blijken de Vandermeulens dit ten minste ten dele gewonnen te hebben. Haar afstammelingen bleven dan ook nog verschillende eeuwen daarna middelgrote tot grote hoeven bewonen in de streek van Dentergem en Oostrozebeke.
Omdat ze geen vergiffenis had gevraagd voor haar zonden werd Tanneke in ongewijde grond begraven in haar geboorteplaats Gottem, dicht bij een vijver die nog altijd heksenput wordt genoemd.

## Wetenswaard
In Tielt werd in 1994 een beeld van Tanneke Sconyncx onthuld dat werd gemaakt door de Tieltse kunstenaar Jef Claerhout.
Tielts Tanneke is een zoet blond bier dat sinds 1994 gebrouwen wordt in Lochristi.
Het verhaal van Tanneke Sconyncx werd in een historische roman gegoten door Frederic Vermeulen, een rechtstreekse afstammeling van haar.